# Planasa
Die Planasa Gruppe (TIGRUTI ITG SL) mit Sitz in Valtierra (Navarra, Spanien) ist eine Unternehmensgruppe des Agrar- und Lebensmittelsektors mit Niederlassungen in 27 Ländern. Planasa ist spezialisiert auf Forschung und Entwicklung für die Züchtung von Beerensorten, darunter Heidelbeeren, Brombeeren, Himbeeren und Erdbeeren. Darüber hinaus ist das Unternehmen Marktführer in der EU bei der Produktion von frischem Chicorée und Anbieter einer der größten Baumschulen weltweit. CEO der Planasa Gruppe ist Michael Brinkmann.
Planasa ist Teil der EW Group, auch bekannt als Erich Wesjohann Group.

## Historie
Der Ursprung der Planasa-Gruppe geht auf das Jahr 1887 zurück und wurde 1973 unter dem Namen Plantas de Navarra, S.A., von Amand Marc Darbonne und der Caja de Ahorros de Navarra offiziell gegründet. 30 Jahre später, im Jahr 2003, übernahm die Gruppe Darbonne die Kontrolle über 100 % von Planasa, bis 2017 die Mehrheit der Unternehmensanteile (65 %) von Cinven, einer britischen Private-Equity-Gesellschaft mit Sitz in London, erworben wurde. Die restlichen 35 % wurden von der Darbonne Gruppe, mit dem CEO Alexandre Pierron-Darbonne, gehalten. Michael Brinkmann wurde 2020 zum CEO von Planasa ernannt. 2023 kaufte die EW Group das Unternehmen.
Heute ist die Gruppe in der Öffentlichkeit als Planasa oder Planasa-Gruppe bekannt. Der Hauptsitz des Unternehmens befindet sich in Valtierra, einer kleinen Stadt in der spanischen Region Navarra.
In den Anfangsjahren des Unternehmens beliefen sich die Aktivitäten auf die Erdbeer- und Spargelzucht sowie die Produktion von Chicorée. 2003 brachte Planasa die Erdbeersorte Sabrosa, kommerziell bekannt als Candonga, auf den Markt. 2010 folgte die Sorte Sabrina. Beide zählen zu den weltweit beliebtesten Erdbeersorten und dominieren zahlreiche Anbauregionen – darunter den spanischen sowie italienischen Erdbeeranbau. Mit über 200 Mio. Erdbeerpflanzen pro Jahr ist Planasa nach eigenen Angaben der größte Produzent in der EU.
Im Jahr 2014 erwarb die Gruppe California Endive Farms. Damit ist Planasa der führende Produzent von Chicorée in Europa.
2018 wurden die Erdbeersorten Savana und Sayulita eingeführt. 2020 ging eine neue Generation von Heidelbeersorten an den Markt – darunter u. a. Blue Manila, Blue Malibu und Blue Masirah. Ein Jahr später, 2021, steigt Planasa mit Black Sultana in die Zucht und Vermarktung von Brombeeren ein. 2021/22 werden die neuen Erdbeersorten RedSayra und Demoiselle sowie Pink Hudson, eine Himbeersorte, auf den Markt gebracht.
Ebenfalls im Jahr 2022 gründet Planasa rechtlich die Planasa South Africa, um den Anbau seiner Heidelbeersorten in den wichtigsten Anbauländern im südlichen Afrika auszuweiten.
Ein Jahr später, 2023, erwarb Planasa 100 % seiner Tochtergesellschaft in China und 2024 100 % von Hansabred in Deutschland, womit das Unternehmen sein Portfolio an Erdbeersorten im Norden erweitert.

## Tätigkeitsfelder
Planasa ist in drei Bereichen tätig: Forschung und Entwicklung, Baumschulen und Frischprodukte. Die Planasa Gruppe ist eine der weltweit größten Baumschulen für Erdbeeren, Himbeeren, Heidelbeeren und Spargel sowie für Knoblauchsamen und Obstbäume. Zudem verfügt das Unternehmen über fast 1.500 Hektar Anbaufläche in Spanien, Polen, Rumänien, China, Peru, Mexiko und den USA. Planasa produziert in den Baumschulen weltweit jährlich rund 1.000 Millionen Pflanzen, die auf die verschiedenen Klimazonen zugeschnitten sind und Nachhaltigkeit und Produktivität gewährleisten.

### Leistungen
1. Pflanzenzucht (R&D): Die Aktivitäten des Unternehmens konzentrieren sich auf die Züchtung neuer Sorten. Bis heute hat Planasa weltweit über 225 Sorten registriert – darunter Erdbeeren, Heidelbeeren, Himbeeren und Spargel.[12] Planasa bietet den Zugang zu seinen spezialisierten Pflanzensorten über seine Baumschulen an und sichert so die Versorgung der Landwirte in aller Welt mit Pflanzen.
2. Baumschulen: Planasa hat sich auf die Produktion und Vermarktung von Pflanzen und Saatgut spezialisiert. Die Kunden werden weltweit von 13 Baumschulen in acht Ländern beliefert.[13]
3. Frische Waren: Planasa produziert und vermarktet verschiedene Gemüsesorten wie Chicorée und Avocados.
4. Technischer Support: Zum Portfolio der Group gehört auch der technische Support, um sicherzustellen, dass die Sorten auch ein Höchstmaß an Leistung erbringen.

### Forschung und Entwicklung
Die Planasa Gruppe betreibt weltweit sechs Forschungszentren (Mexiko, Spanien, Frankreich, USA, Deutschland, Niederlande) und unterhält zudem Entwicklungszentren, um neue Sorten in verschiedenen Klimazonen an strategischen Standorten zu überwachen und zu testen. Die Ergebnisse sind durch Züchterrechte an Pflanzensorten geschützt. Eigenen Angaben zufolge hat Planasa in den letzten fünf Jahren mehr als 25 Millionen Euro in Forschung und Entwicklung investiert.